# 海拉奈堡
海拉奈堡 (阿拉伯语：‎)是最著名的沙漠城堡之一，位于现约旦东部，距安曼60公里，靠近沙特阿拉伯边境。它被确认为建于8世纪之前，是该地区最早的伊斯兰建筑之一。
建造目的至今未明。城堡是一个错误的用法，因为建筑内部没有体现任何军事用途，墙上的缝隙并不为射箭设计。这个建筑可能是一个客栈或者旅行者休息的地方，但是周边并没有水源，也不位于任何主要贸易路线上。
不管最初的用途是什么，至今保存完好。由于靠近一条主要的高速公路，并且距安曼不远，它成为游客最多的沙漠城堡之一。

海拉奈堡
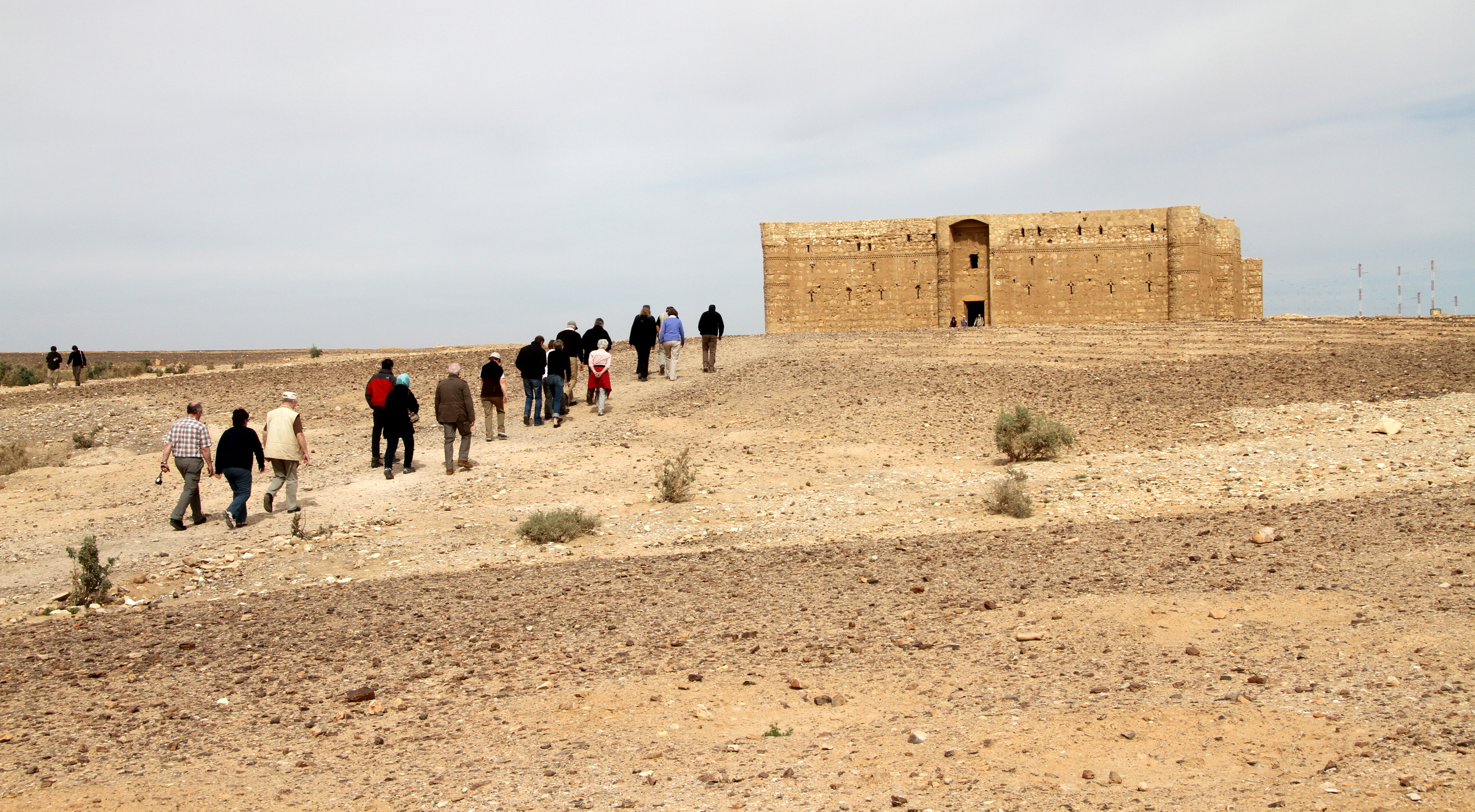
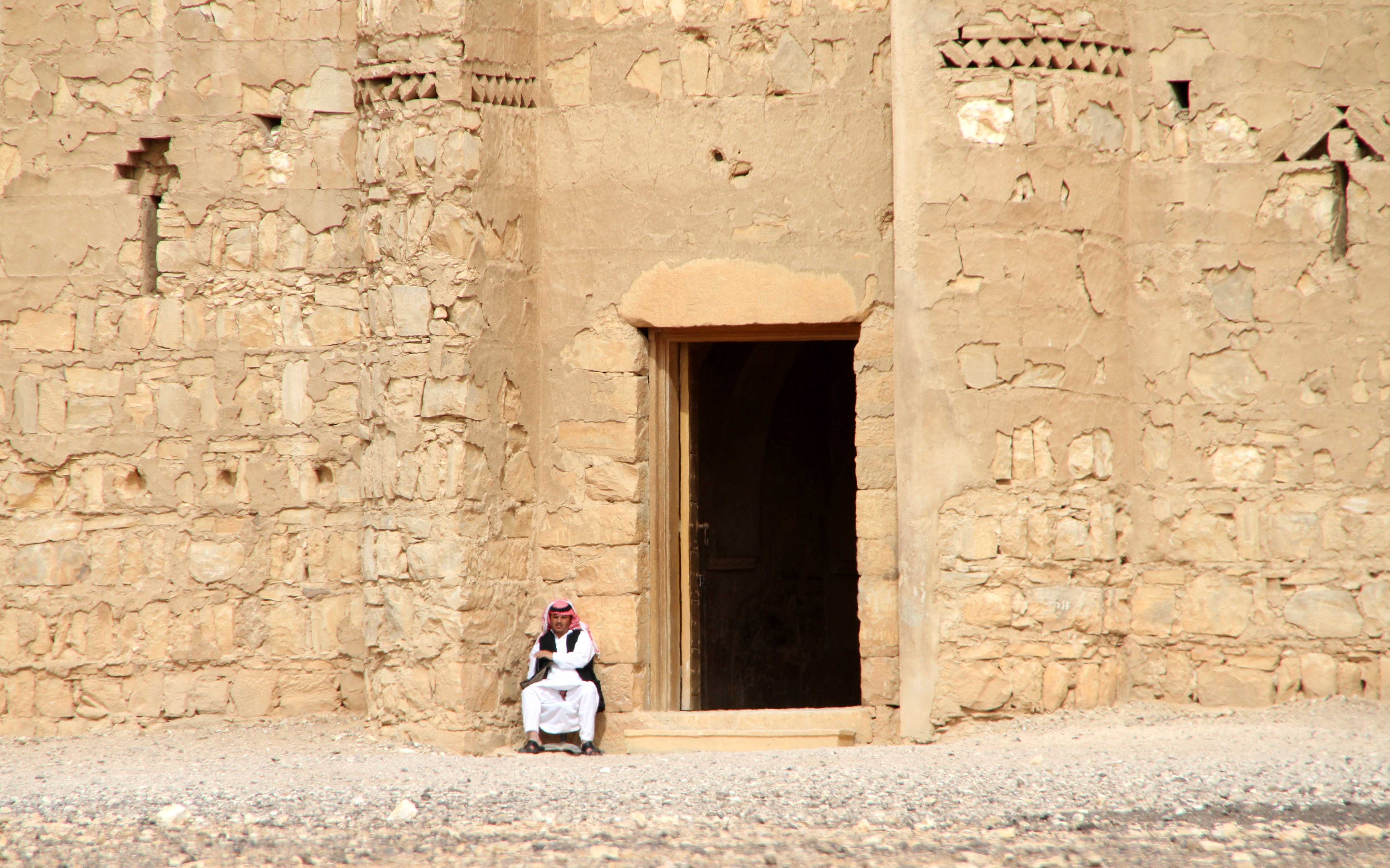
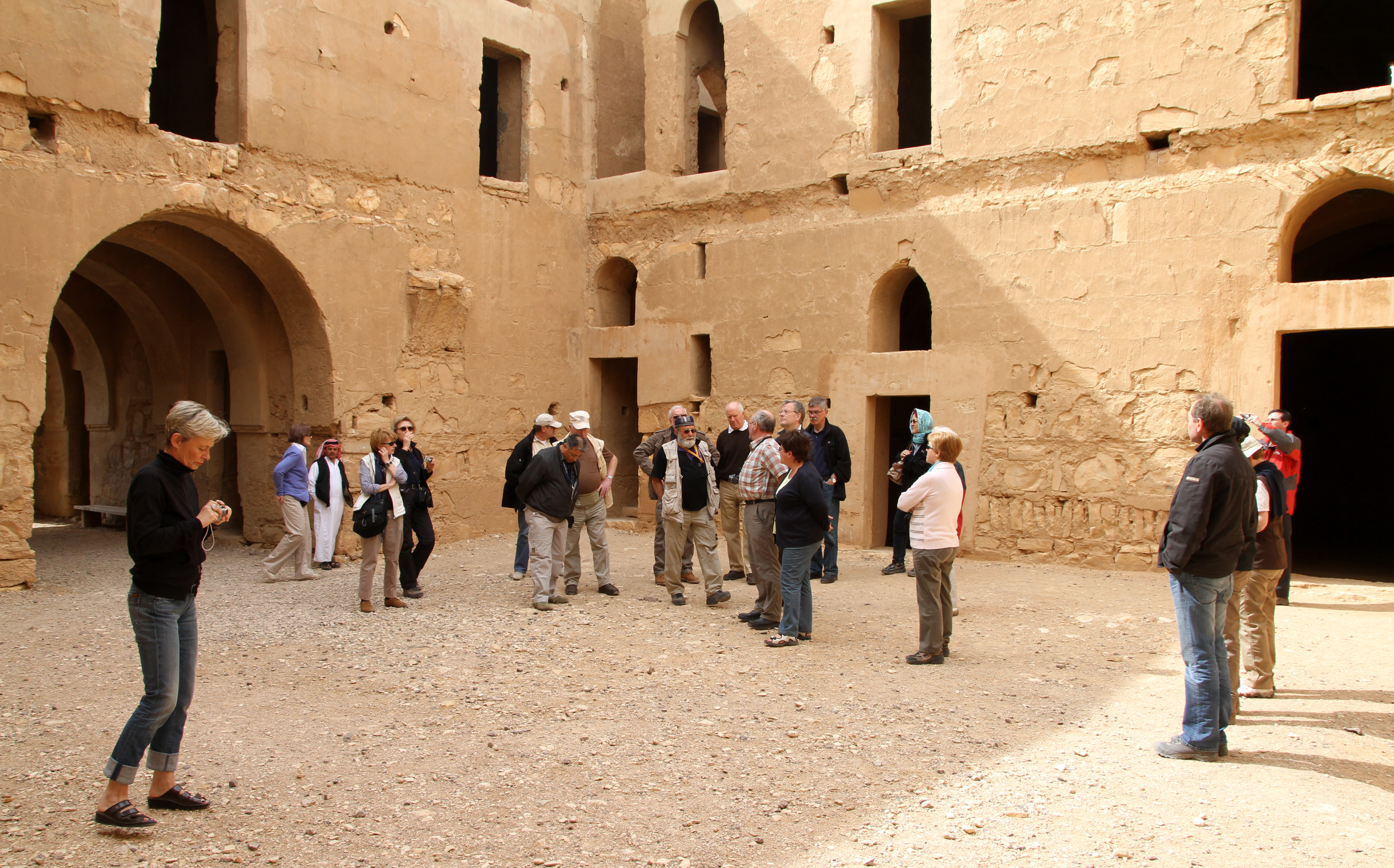
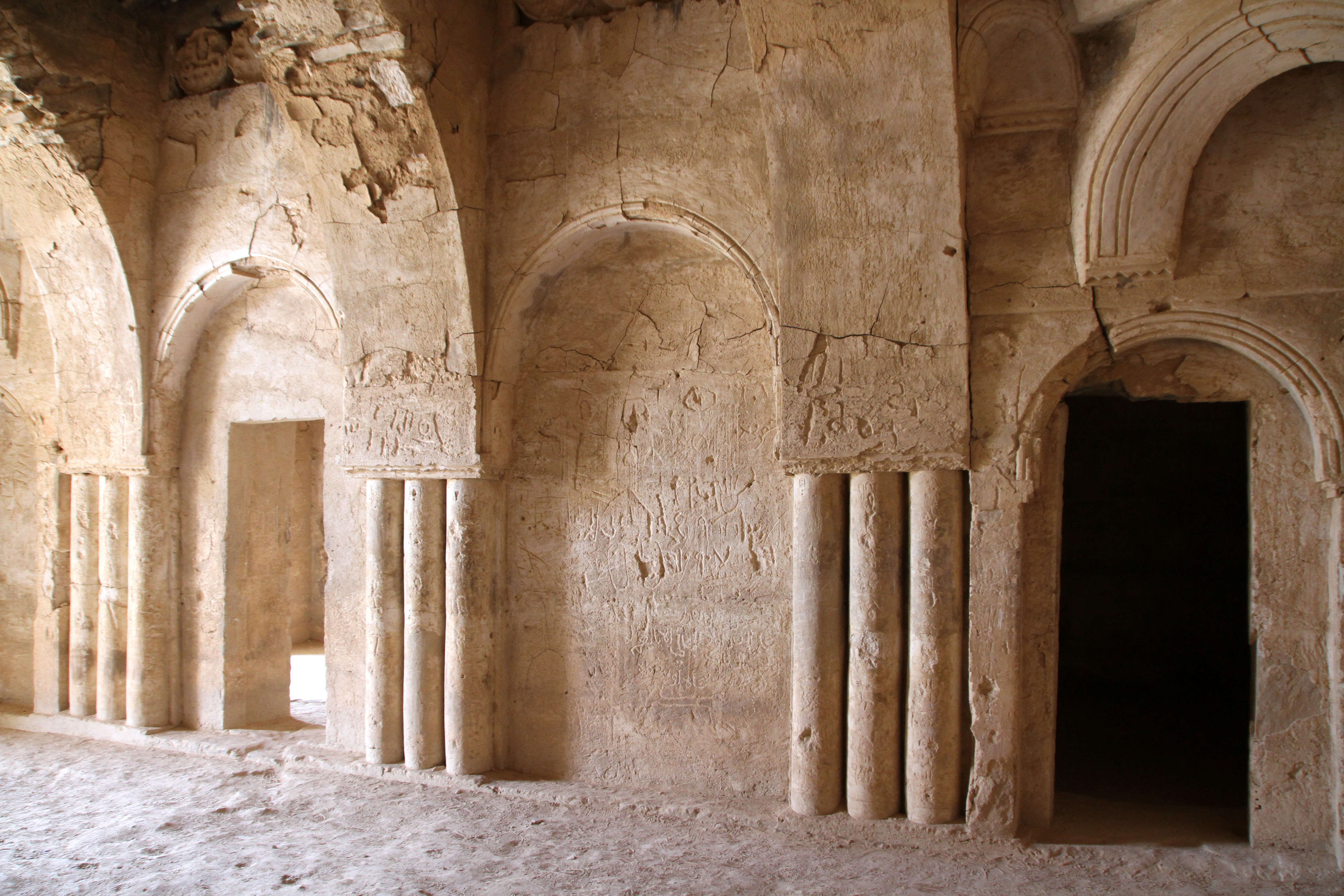
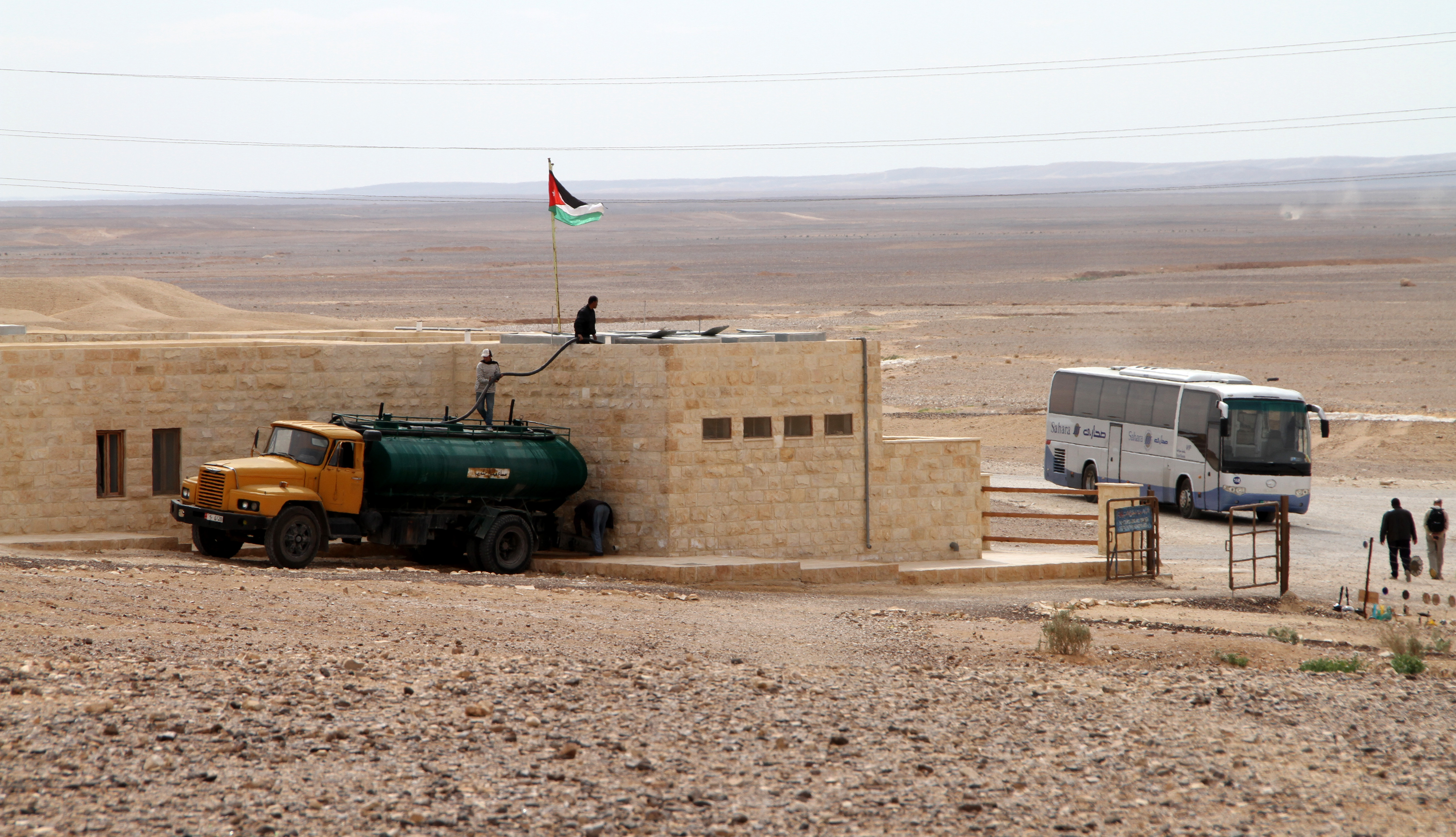